# Traditionelle afrikanische Medizin

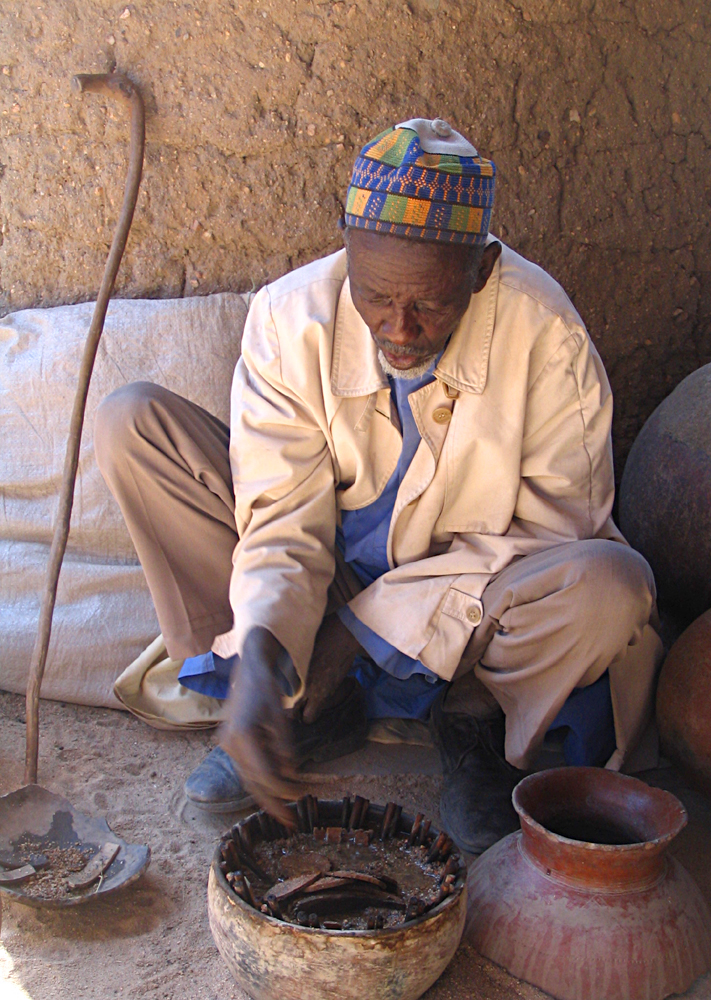
Ein Wahrsager in Rhumsiki in der nördlichsten Provinz von Kamerun sagt wahr, indem er die unterschiedliche Lage von Dingen wie zum Beispiel von Frischwasser-Krabben deutet

Subsahara.Afrika (UN-Deinition)

Traditionelle afrikanische Medizin (TAM) umfasst die indigene Medizin der Kulturen Afrikas, im engeren Sinn Subsahara-Afrikas. (Der nördliche Teil Afrikas, aber auch Teile im Osten und Südosten des Kontinents müssen gesondert betrachtet werden. Da die Grenzen der heutigen Staaten Afrikas auf koloniale Zugehörigkeiten zurückzuführen sind, verläuft die Begrenzung auch quer durch Staaten (Mali, Nigeria, Sudan) Im Osten muss auch Äthiopien überwiegend gesondert gesehen werden. Dort überschneiden sich kuschitische, amharische und arabisch-muslimische traditionelle Medizin.)
TAM verbindet einheimisches, überkommenes Kräuterwissen mit afrikanischer Spiritualität. Sie wird von Geburtshelferinnen, Wahrsagern, Geistheilern und Kräuterkundigen angewendet. Nach den Angaben der WHO nutzen in manchen asiatischen und afrikanischen Ländern bis zu 80 % der Bevölkerung solche Formen der Medizin. Die WHO fördert seit 1977 die traditionelle Medizin der Entwicklungsländer, um die primäre Gesundheitsversorgung (primary health care) der Landbevölkerung zu verbessern. TM sei kulturell und sozial integriert, überall verfügbar und billig.
Im Gegensatz zu theoretisch komplexen Medizintraditionen wie jene Chinas oder Indiens hat die TAM keine niedergeschriebene, ausformulierte Grundlage und basiert nur auf regionalen Überlieferungen. Anwender der traditionellen afrikanischen Medizin meinen, dass sie Erkrankungen wie Asthma, Rheumatismus, Krebs, hohen Blutdruck, Malaria, Cholera, Fieber, Ekzeme und andere Hautkrankheiten, die Heilung von Wunden und Brandverletzungen, Harnwegsinfekte, gutartige Prostatawucherungen Epilepsie, Depressionen, Angststörungen und andere psychiatrische Erkrankungen, Gicht, Unfruchtbarkeit und die meisten Geschlechtskrankheiten behandeln und heilen können. Sie haben besonders große soziale Bedeutung bei unerfülltem Kinderwunsch und bei schwangerschaftsassoziierten Problemen. Traditionelle Geburtshelferinnen werden infolge ihrer breiten und kostengünstigen Verfügbarkeit und ihren profunden Kenntnissen den ausgebildeten Hebammen oft vorgezogen.
Probleme der TAM sind die fehlenden Regulierungen, Kontroll- und Qualitätssysteme. Patientenakten werden von den meist leseunkundigen Heilern nicht geführt. Ihre Kenntnisse sind oft geheim und beruhen auf undefinierten oder mystischen Prinzipien; die Methoden entwickeln sich nicht wissenschaftlich fort. Zusammenarbeit mit Ärzten wird von beiden Seiten abgelehnt. Der ganzheitliche Ansatz, den die traditionelle afrikanische Medizin verfolgt, hat Überschneidungen mit nichtmedizinischen Vorstellungen. Daraus entstehen Gefahren wie die Verfolgung von Albinos, Genitalverstümmelung bei Frauen oder die Abkehr von wirksamer Medizin, z. B. bei der Behandlung des HI-Virus.

## Geschichte

### Zeit des Kolonialismus
Die Wissenschaft hielt die Methoden der TAM in der Vergangenheit für primitiv und rückwärtsgewandt. In der Zeit der neuzeitlichen Kolonisierung Afrikas wurden die Heiler der TAM verfolgt, weil sie von vielen kolonisierenden Staaten und deren Behörden als Zauberer betrachtet wurden. Zauberei und Magie wurden bekämpft, die Ausübung der TAM verboten. In dieser Zeit wurde auch versucht, den Handel mit Kräutermedizin zu kontrollieren. So verabschiedete die Kolonialverwaltung in Tansania 1929 die Witchcraft Ordinance, die die Tätigkeit der Heiler verbot und erst 1968 aufgehoben wurde. Noch nach der Unabhängigkeit Mosambiks (1975) wurden von unter dem Einfluss der ehemaligen Kolonialherren erzogenen Regierenden TAM ausübende Heiler in Umerziehungslager gesperrt. Im Zug der Kolonialisierung Afrikas und der christlichen Missionierung wurden von den Kolonialherren und den Missionaren allgemeinmedizinische Krankenhäuser gebaut. Damit hoffte man, weitverbreitete Krankheiten zu bekämpfen. Es wurde jedoch wenig unternommen, die Gründe für diesbezügliche Praktiken der TAM zu untersuchen, weil die meisten Ausländer glaubten, diese seien heidnischer Aberglaube und könnten nur durch die Anwendung westlicher Methoden beseitigt werden. In Krisenzeiten war der Widerstand gegen die Unterdrückung der TAM stärker, weil die Menschen dann eher in das Übernatürliche flüchten. Obwohl die traditionellen Heiler einen großen Beitrag zur Erhaltung der grundlegenden gesundheitlichen Bedürfnisse leisteten, wurden sie von Ärzten und Gesundheitshelfern streng gemieden.

### Postkoloniale Zeit

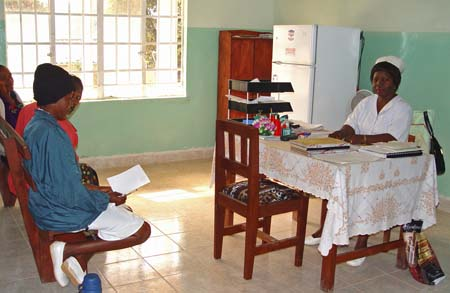
Eine Krankenschwester im Hospital in Koidu Sierra Leone spricht mit Patienten.

Sehr viele Afrikaner nutzen die Angebote der traditionellen Medizin bis heute. Oft geschieht dies heimlich, weil offene Loyalität einer Ablehnung der westlichen Biomedizin, des Christentums, des Kapitalismus, und der gesamten Bandbreite des westlichen Imports gleichgesetzt wird. Traditionelle Anbieter werden vom Gesetz nicht geschützt; bei Fehlern riskieren sie die Verfolgung als Kriminelle oder Hexen. Vor allem chronische, nicht infektiöse Erkrankungen sind eine Domäne der TAM. In einer staatlich geförderten Klinik für traditionelle Pflanzenheilkunde in Kenia, die Krankenakten führt, klagten 20 % der Patienten über Nervenkrankheiten, 14 % über Erkrankungen der Atemwege, 13 % über Bauchbeschwerden, 11 % über Knochen- und Gelenkprobleme und 11 % über kardiovaskuläre Symptome.
In den letzten Jahren (seit etwa 2000), erfahren die in der TAM angewandten Behandlungsmethoden und Heilmittel bei Forschung und Wissenschaft mehr Wertschätzung. Auch die Entwicklungsländer wurden zunehmend der hohen Kosten der modernen Gesundheitssysteme und der dafür benötigten Technologien sowie der sich daraus ergebenden Abhängigkeiten gewahr. Diese Erkenntnisse führten in jüngster Zeit zu dem Wunsch, die TAM in die nationalen Gesundheitssysteme einzubeziehen. Im Zuge dieser Bemühungen hat ein TAM praktizierender Heiler in Kwa-Mhlanga Südafrika ein erstes Hospital mit 48 Betten eröffnet, das die Methoden der TAM mit denen der Homöopathie, der Irisdiagnose und selbst der traditionellen chinesischen Medizin verknüpft.
Es besteht jedoch die Gefahr, dass durch die in der 'modernen' Medizin angewandten, ausgefeilten Technologien die tief wurzelnden kulturellen Werte Afrikas zerstört werden. Tatsächlich übernehmen viele Heiler inzwischen mehr oder minder ungeregelt medizinische Paraphernalia in ihre Praxen.

## Diagnose
Die afrikanische Medizin unterscheidet traditionell zwischen Krankheiten, die durch Parasiten, Wetterumschwünge, Gift, Miasmen oder Unfälle hervorgerufen werden, von solchen, die durch zauberkräftige Menschen, Götter oder Geister erzeugt werden. Dass Malariaepidemien mit dem Wetter zusammenhängen, Geschlechtskrankheiten bei polygamen Partnern häufiger sind, Wurminfektionen durch Parasiten entstehen etc. ist allgemein bekannt, wobei unklar bleibt, wie viele dieser Krankheitstheorien sich durch den Kontakt mit den Weißen verändert haben. Solche Krankheiten (Malaria, Durchfall, Wurminfektionen, Verletzungen usw.) können von Ärzten oder TAM-Heilern wahlweise behandelt werden. Diagnosen und Behandlungsmethoden der zweiten Gruppe fußen wesentlich auf spirituellen Gesichtspunkten, die den westlichen Ärzten fremd sind, etwa verärgerte Ahnen, übertretene Tabus, böser Zauber durch Feinde. Auch weibliche Unfruchtbarkeit gehört dazu, ferner hohe Kindersterblichkeit oder hoher Verlust von Haustieren in einer Familie. Für solche Fälle sind die traditionellen Heiler eher zuständig, wobei die Patienten sehr flexibel sind und häufig zwischen den Angeboten wechseln. Bei den Luo in Kenia ist es üblich, zunächst eine staatliche Gesundheitseinrichtung für Erstmaßnahmen aufzusuchen und damit Zeit zu gewinnen, um den Medizinmann nach der Krankheitsursache zu befragen. Bestimmte Krankheiten (Geisteskrankheiten, Epilepsie, Bauchschmerzen, Schwangerschaftsbeschwerden, Unfruchtbarkeit) sind der modernen Medizin überhaupt nicht zugänglich.
TAM geht davon aus, dass „niemand ohne ausreichenden Grund krank wird“. Die Suche des Heilers nach dem verursachenden "Wer", vor der Suche nach dem "Was", und die Antworten darauf, stammen aus dem kosmologischen Glauben des Volkes.
Wird eine Person krank, benützt der Heiler zur Diagnose Beschwörungen. Beschwörungen werden als Weg zu mystischen und kosmischen Quellen betrachtet. Hellsehen wird genutzt, wenn die Ursache nicht einfach erkannt werden kann. Ist Hellsehen erforderlich, weist der Heiler die erkrankte Person manchmal an, einen Hellseher aufzusuchen. Für den Kontakt mit der Geisterwelt ist häufig nicht nur eine Medikation, sondern auch ein Opfer erforderlich.

## Behandlung
Der traditionelle Heiler setzt eine große Zahl unterschiedlicher Behandlungsformen ein, von Magie bis zu biomedizinischen Methoden wie Fasten, Diät, Kräuterkuren, Bädern, Massagen, aber auch chirurgische Eingriffe. Migränen, Husten, Abszesse, Pleuritis, werden oft durch Schröpfen behandelt, gefolgt von Kräuterumschlägen und anschließender Gabe von pflanzlichen Drogen. Gelegentlich werden Tiere eingesetzt, um die Krankheit zu verlagern. Manche Kulturen tragen heißen Kräuterbrei um die Augen der erkrankten Person auf, um Kopfweh zu heilen. Malaria wird geheilt durch das Trinken eines Absuds als auch den Dampf einer Kräutermischung. Fieber wird häufig durch ein Dampfbad geheilt. Manche Krankheiten werden durch das Herbeiführen von Erbrechen oder mit Brechmitteln geheilt. Beispielsweise wird rohes Rindfleisch in das Getränk eines Alkoholkranken getaucht, um diesen durch Erbrechen und Übelkeit zu heilen. Aus der Bucht von Benin ist bekannt, dass die Eingeborenen das Fett der Abgottschlange nutzten, um Gicht und Rheumatismus zu heilen und auch für die Linderung von Brustschmerzen durch Einreiben in die Haut wurde es verwendet. Kleine chirurgische Eingriffe können dazu dienen, zu früh erschienene Milchzähne zu ziehen (angebl. Ursache für Durchfälle und Erbrechen), eine chronisch entzündete Uvula zu entfernen, oder den bösen Blick aus dem Körper des Kranken zu saugen. Auch Kraniotomien gegen Kopfschmerzen, mit bemerkenswerten Kenntnissen der Chirurgen in Nahttechnik und Antisepsis, sind bekannt. Auch rituelle Beschneidungen und Genitalverstümmelungen sind Aufgaben spezialisierter TAM-Anbieter.
Auch ohne Kenntnis der infektiösen Ursachen haben die Abaluyia einige Krankheiten wie Pocken, Windpocken, Pest, und Krätze, allerdings auch (fälschlich) Epilepsie als ansteckend identifiziert und mit Isolation der Kranken beantwortet., ebenso die Kikuyu. Aus naturwissenschaftlicher Sicht unverständlich ist andererseits die Moderne Hexenverfolgung, bei der angebliche Hexen und Schadzauberer zu gelyncht werden.

## Heilpflanzen

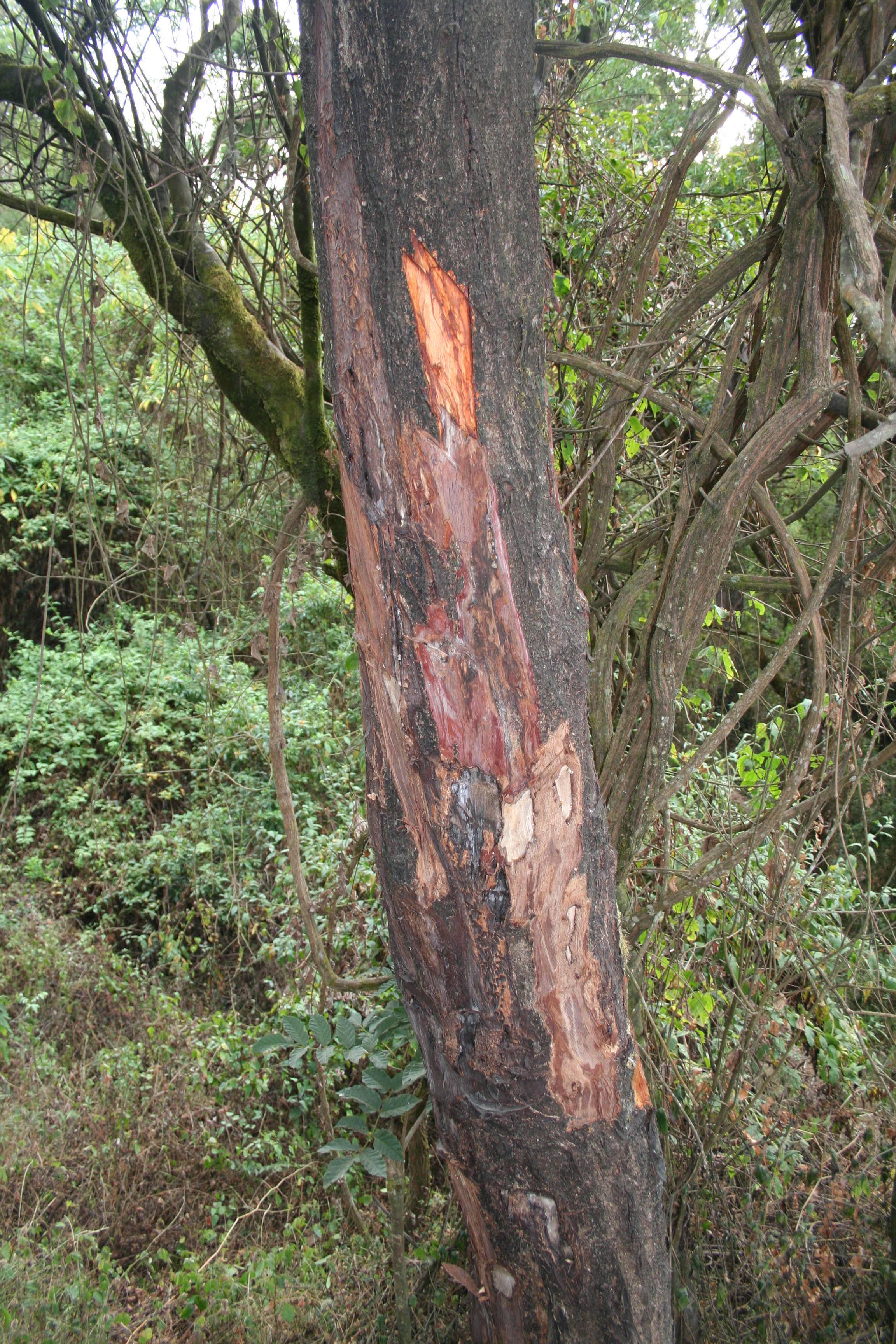
Afrikanisches Stinkholz (Prunus africana) mit aufgerissener Rinde

Heilpflanzen sind das Rückgrat der traditionellen Medizin Afrikas. Diese Heilpflanzen werden auch gehandelt, stammen jedoch meist aus dem unmittelbaren Wohnumfeld des jeweiligen Heilers. Durch Raubbau sind viele der Pflanzenarten bedroht. Von den etwa 6.400 im tropischen Afrika vorkommenden Pflanzen werden mehr als 4.000 für Heilzwecke verwendet. Die Pflanzen haben oft auch symbolische und spirituelle Bedeutung. Zum Beispiel haben Blätter, Samen und Zweige, die weiß, schwarz oder rot sind, eine besondere symbolische oder magische Bedeutung und besitzen besondere Eigenschaften.
Beispiele:
- Pygeum (Prunus africana, auch Afrikanische Pflaume): Die Afrikanische Pflaume wird nicht nur in der TAM verwendet. Weltweit wird sie verwendet als Heilmittel bei leichter bis mittelschwerer gutartiger Prostatavergrößerung. Sie bewirkt Erleichterung der Blasenentleerung und lindert die Entzündung der Harnwege und reduziert die Ablagerung von Cholesterol. Die TAM nutzt die Rinde für Tee, während sie sonst pulverförmig, als Tinktur oder in Pillenform verabreicht wird. Pygeum wird in Europa seit 1970 vertrieben. In Madagaskar und Kamerun wird Pygeum in großen Mengen angebaut.[14]
- Der Wilde Veilchenbaum, Securidaca longepedunculata[35][36] ist in fast allen Gebieten Afrikas zu finden, die Anwendungen sind unterschiedlich. In Tansania werden die getrocknete Rinde und Wurzel als Abführmittel bei nervösen Störungen zwei Wochen lang täglich verabreicht. In Ostafrika verwendet man die getrockneten Blätter der Pflanze zur Behandlung von Wunden und Geschwüren, Husten, Geschlechtskrankheiten und Schlangenbissen. In Malawi werden die frischen Blätter ebenfalls bei Wunden und Geschwüren, Husten, Geschlechtskrankheiten und Schlangenbissen, außerdem bei Bilharziose, die getrockneten Blätter bei Kopfschmerz angewandt. In anderen Regionen werden Teile der Pflanze als Heilmittel bei Hautkrankheiten, Malaria, Impotenz, Epilepsie und auch als Aphrodisiakum angewendet.

In der Studie ACE Inhibitor Activity of Nutritive Plants in Kwa-Zulu Natal (ACE Unterdrückerwirkung von Nutzpflanzen in Kwa-Zulu Natal) von Irene Mackraj und S. Ramesar, Department of Biological and Conservation Sciences; University of Kwa-Zulu Natal, Durban, South Africa untersuchten diese die Wirksamkeit von 16 Pflanzen der Region. Als Ergebnis stellten sie fest, dass acht dieser Pflanzen für die Behandlung hohen Blutdrucks von Wert sein können. Diese Pflanzen, örtlich als Muti bezeichnet, werden auch von TAM-Heilern verwendet.
| Pflanze              | Beschreibung                                                                                                 |
| -------------------- | --- |
| Adansonia digitata   | Afrikanischer Affenbrotbaum                                                                                  |
| Amaranthus dubius    | Gemüsepflanze Amaranthoideae                                                                                 |
| Amaranthus hybridus  | Grünähriger Amarant                                                                                          |
| Amaranthus spinosus  | Dorniger Fuchsschwanz                                                                                        |
| Asystasia gangetica  | Asystasia gangetica. Auch in der nigerianischen Volksmedizin bei Asthma verwendet                            |
| Centella asiatica    | Indischer Wassernabel                                                                                        |
| Ceratotheca triloba  | Afrikanischer Wilder Fingerhut                                                                               |
| Chenopodium album    | auch Weiß-Gänsefuß, eine einjährige grasartige Pflanze                                                       |
| Emex australis       | Südliche Emex                                                                                                |
| Galinsoga parviflora | Kleinblütiges Knopfkraut                                                                                     |
| Justicia flava       | auch gelbe Justicia genannt, wird bei Fieber und Husten verwendet.                                           |
| Moringa ovalifolia   | Moringa zählt zu den nährstoffreichsten Pflanzen und wird bei über 300 Krankheiten eingesetzt.               |
| Momordica balsamina  | auch als Balsambirne und Jerusalemsapfel bekannt                                                             |
| Oxygonum sinuatum    | wucherndes Kraut, auch Dammer genannt                                                                        |
| Physalis viscosa     | Kapstachelbeere                                                                                              |
| Senna occidentalis   | Kaffee-Kassie, Cassia occidentalis, Früchte für Kaffee genutzt, auch Giftkraut genannt                       |
| Solanum nodiflorum   | auch als Glossy Nightshade bekannt                                                                           |
| Tulbaghia violacea   | eine Knollenpflanze, mit unbehaarten Blättern, Knoblauch-Kaplilie, oft auch als wilder Knoblauch bezeichnet. |

1. 1 2 3 4  siehe auch Liste der Gefäßpflanzen Burkina Fasos

Von diesen 16 Pflanzenarten wurden bei Amaranthus dubius, Amaranthus hybridus, Asystasia gangetica, Galinsoga parviflora, Justicia flava, Oxygonum sinuatum, Physalis viscosa, und Tulbaghia violacea positive Wirkungen gefunden, wobei die letzteren hinsichtlich der Senkung des Blutdrucks die am meisten versprechenden Pflanzen sind.

## Spiritualität
„The person who is ill is taken to a witchdoctor. The witchdoctor starts talking about somebody bewitching the sick man. He states that the person responsible for his illness is the neighbour. The witchdoctor plucks out what seems to be snake ribs from the ill man's head. Under instructions, the family of the ill man unesrths several bones, some teeth and hair from their doorstep. The witchdoctor says all these are works of the neighbour... One white bull, a white sheep and two white cocks are offered as a fee to the witchdoctor. Instructions are given that food should be offered to their ancestors two days on full moons. Some herbs are part of the medication.“

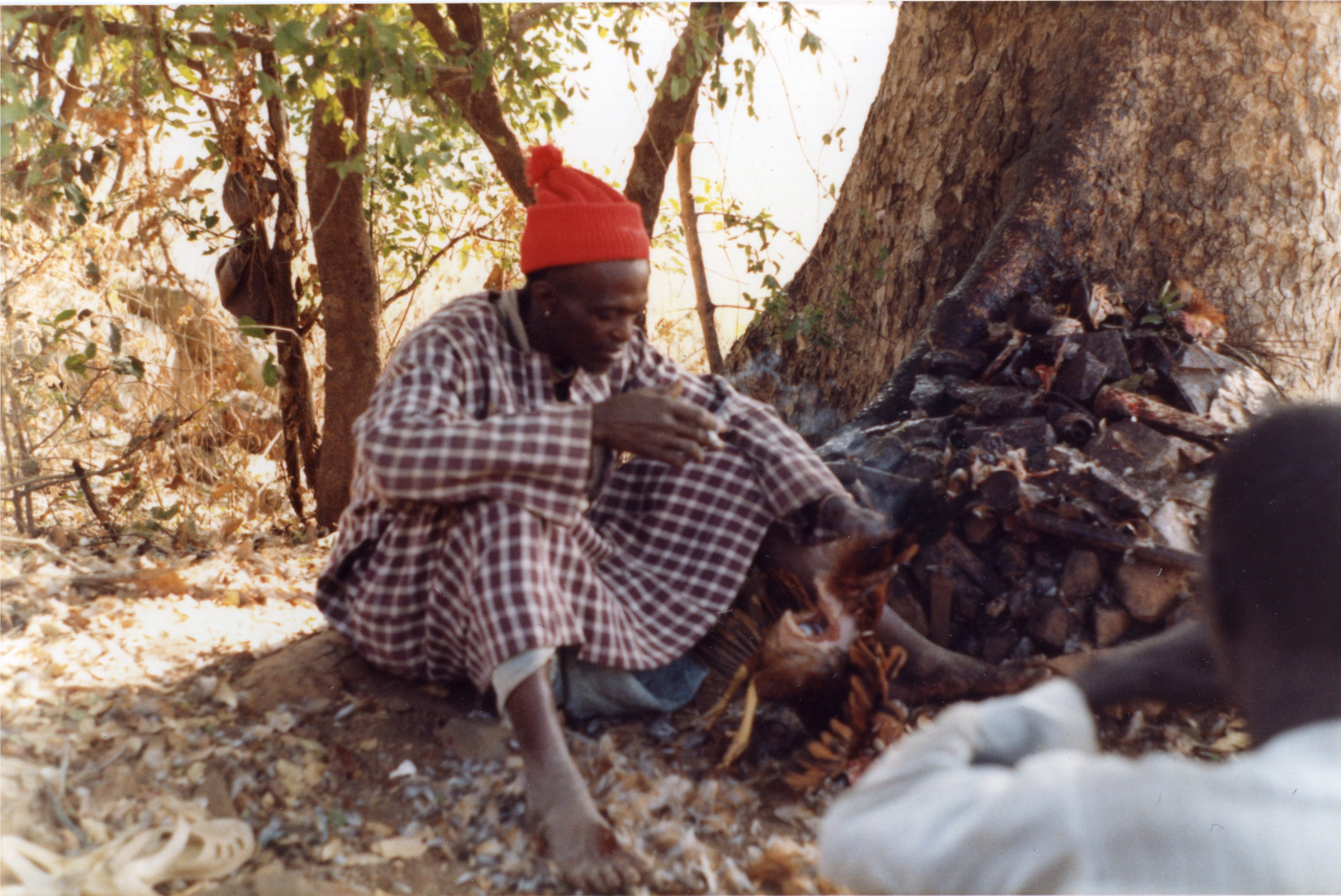
Ein berühmter Bendik-Hellseher, nahe Iwol, im Südosten von Senegal (West Afrika): Er sagt die Zukunft voraus, indem er die Farbe der Innereien eines geopferten Huhns prüft

Manche Heiler nutzen Zauberformeln und Beschwörungen oder magische Worte bei ihren Behandlungen. Ziel ist es, die Götter oder die Geister der Ahnen milde zu stimmen, oder einen bösen menschlichen Zauber abzuwehren. Die dualistische Natur von Körper und Seele, Materie und Geist, und deren wechselseitiger Einfluss werden ebenfalls als eine Form von Magie gesehen. Richard Onwuanibe nennt die folgende Magie "extrasensory trojection" (etwa: übersinnliche Beeinflussung): Die Igbo in Nigeria. glauben, dass der Heiler in den Körper entfernter Personen etwas einbringen kann, das bei diesen eine Krankheit auslöst. Die Igbos bezeichnen dies als egba ogwu. Um das Krankmachende zu entfernen, ist üblicherweise das Eingreifen eines weiteren Heilers erforderlich, der dies durch einen Einschnitt beim Erkrankten bewirkt. Bekannter ist der Analogiezauber, bei der ein Modell des Opfers angefertigt wird. Gegen das Modell gerichtete Handlungen werden auf das Opfer übertragen, wie beim haitianischen Voodoo. In Fällen, in denen Gestorbene die Lebenden belästigen und Krankheiten verursachen, verordnen die Heiler oft ein Freikauf- oder Entschädigungsopfer, um die Verstorbenen so zur Ruhe zu bringen, damit sie die Lebenden, insbesondere Kinder, nicht weiter stören.

Die Wüste Kalahari (dargestellt in rot) und das sie umgebende Kalahari-Becken (in orange)

Heilung wird in den afrikanischen Kulturen als eine religiöse Handlung betrachtet. Der Heilungsvorgang wird deshalb oft als Anrufung Gottes betrachtet, denn letztendlich kann nur Gott nicht nur eine Krankheit auferlegen, sondern sie auch heilen.
Die !Kung in der Kalahari glauben, dass der Große Gott Hishe alle Dinge geschaffen hat und daher über alle Krankheit und den Tod bestimmt. Hishe gewährt Manchen die mystischen Kräfte, Krankheit zu heilen. Hishe zeigt sich diesen Heilern in Träumen und Halluzinationen und gibt ihnen so die Kraft zum Heilen. Da dieser Gott so gütig ist, diesen Personen die Kraft zum Heilen zu geben, wird von ihnen erwartet, dass sie kostenfrei heilen. Die !Kung-Heiler üben ihre Kunst durch einen Stammestanz aus.
Loma Marshall, die mit ihrer Familie mehrere Expeditionen nach Südwestafrika unternahm, um die !Kung zu studieren und darüber zwei Bücher schrieb, beschreibt den zeremoniellen Heiltanz wie folgt:

Mit den Tänzen kann nicht nur der Kranke geheilt werden, es kann auch drohendes Unglück und Übel abgewendet werden. Die !Kung glauben, dass der Große Gott jederzeit Gauwa oder gauwas mit Krankheit für jemanden senden kann, und, dass diese Wesen darauf lauern, ihre Chance dazu wahrzunehmen. Die Heiler bekämpfen sie in ihrer Trance, jagen sie davon und beschützen die Menschen.
Es ist üblich, dass mehrere Heiler zur gleichen Zeit tanzen. Für die Heilung begeben sie sich in Trance, deren Tiefe sich im Verlauf der Zeremonie verändert ... .Wenn ein Heiler beginnt, verlässt er die Linie der Tanzenden und beugt sich über die Person, die er heilen will, wobei er weiter singt. Manchmal geht der Heiler auch zu den anderen Anwesenden, auch zu den Kindern. Er legt eine Hand auf die Brust der Person, die andere auf den Rücken und beginnt die Hände zu bewegen. Die !Kung glauben, dass er damit die vorhandene oder mögliche Krankheit aus der Person herauszieht und sie über seine Arme in sich selbst hinenzieht. Zum Schluss wirft er seine Arme von sich, um die Krankheit in die Dunkelheit zurück zu den Gauwa' oder gauwasi' fort zu schleudern, wobei er einen gellenden, scharfen "Kai Kai Kai"-Schrei ausstösst.

## Heiler

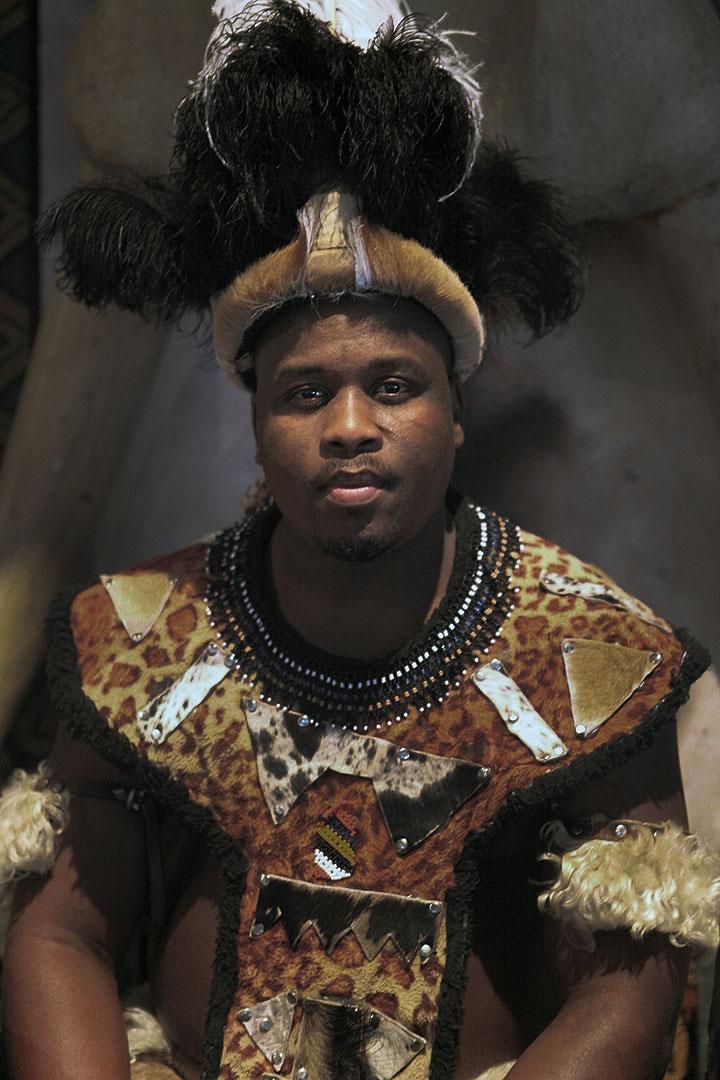
Ein Heiler in Südafrika

Ausbildung und Tätigkeit der TAM sind nicht reglementiert. Die meisten traditionellen Heiler haben überhaupt keine schulische Erziehung. Daher führen sie auch keine Krankenakten im üblichen Sinn. Mit wenigen Ausnahmen arbeiten sie zu Hause und bieten keine krankenhausähnlichen Strukturen an. Bis auf die Geburtshelferinnen sind sie fast immer männlich, älter, Anhänger traditioneller Religionen, und üben die Krankenbehandlung nebenberuflich aus. Bei den Massai kommt ein Heilkundiger auf 40-56 Einwohner, und ein gewöhnlicher Heiler sieht durchschnittlich nur zwei Patienten pro Woche. Es gibt allerdings eine Hierarchie von höhergestellten Heilkundigen bis hin zum obersten Medizinmann des Stammes. Sie haben ihr Wissen über Heilpflanzen und deren Wirkung auf den Menschen von ihren Vorfahren überliefert bekommen. Sie schützen das therapeutische Wissen, indem sie es geheim halten. Sie sind moralisch verpflichtet, die Geheimnisse ihrer Patienten zu wahren.

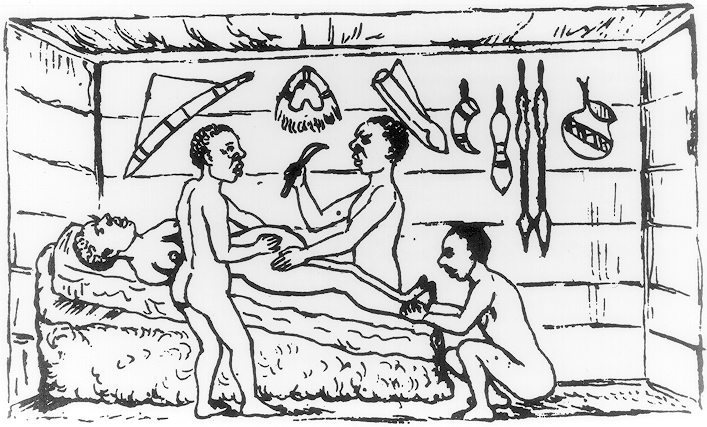
Von einheimischen Heilern erfolgreich ausgeführter Kaiserschnitt in Kahura, Uganda. Bericht des britischen Arztes R. W. Felkin von 1879.

Die TAM-Heiler spezialisieren sich auf einzelne Gebiete ihres Berufes. In Kenia gibt es Kräuterkundige, Wahrsager, Schutz- und Gegenzauberer, traditionelle Operateure und Geburtshelfer, Knochensetzer, Dentisten, Beschneider, Hersteller von Liebestränken, und andere. Überweisungen zu anderen TAM-Heilern oder zu Ärzten sind deshalb nicht selten. Die Inyangas in Eswatini sind Kräuterspezialisten. Weit verbreitet sind Heilungen durch meditative Geistbesessenheit, die etwa die Sangomas im südlichen Afrika und die Pepo-Heiler an der ostafrikanischen Küste praktizieren. Es gibt mittlerweile auch Heiler, die aus dem Westen stammende Methoden wie Osteopathie, Chiropraktik oder Geburtshilfe ausüben.
Kräuterkundige werden in Afrika immer beliebter, wobei ein wachsender Handelmarktplatz für Heilkräutern in Durban zwischen 700.000 und 900.000 Händler im Jahr.aus Simbabwe, Mosambik und Südafrika anlockt, Kleiner Handelsmärkte gibt es in praktisch jedem Ort. Geburtshelferinnen nutzen ebenso in ausgedehntem Mass die einheimischen Pflanzen zur Unterstützung der Geburten. Dabei stellt praktisch jeder Heiler seine Medizin individuell her; in wichtigen Staaten wie Nigeria gibt es keinerlei formalisierte Lehreinrichtungen und auch keinerlei Qualitätskontrolle ihrer Arbeit.
In den städtischen Gegenden Ghanas übernehmen die Heiler manchmal auch alternativmedizinische Methoden aus dem Westen wie Homöopathie, Chiropraxis, Akupunktur, Reflexologie etc. Nach wie vor sind aber zwei Drittel reine Pflanzenheilkundige, 17 % Geburtshelferinnen, und 13 % bieten außerdem traditionell spirituell-psychische Dienstleistungen an.

### Ausbildung
Die meisten Heiler erwerben den Beruf von ihren Vorfahren oder gehen bei einem örtlichen Heiler in die informelle Lehre. Manche Heiler waren selbst Patient und entscheiden sich nach der Genesung, Heiler zu werden. Vereinzelte Heiler berichten eine spirituelle Berufung durch Gott oder einen Ahn erfahren zu haben. In manchen Kulturen kennt man agwu Nshi, den Geist der Hellseherei, durch den der Heiler seine Erleuchtung erhält. Auch die Ausbildung durch einen erfahrenen Heiler, der dafür bezahlt wird, ist möglich. Vor Beginn der eigenen Arbeit steht eine mehrtägige, aufwendige rituelle Initiation. In manchen Regionen, etwa in Kamerun, sind Clan- und Stammesführer gleichzeitig Heiler kraft ihrer Stellung. Ist ein Heiler anerkannt, gilt er als zur Hälfte Mensch, zur Hälfte Geist. Er besitzt dann die Kraft, zwischen den Menschen und dem Übernatürlichen zu vermitteln, um dessen spirituelle Kraft in die Heilvorgänge einzubeziehen.

### Bezahlung
Entlohnung kann durch Geld oder Sachleistung, etwa ein Huhn oder eine Ziege, erfolgen. Bezahlt wird überwiegend erst nach der Therapie. Ein Teil (bei den Massai etwa jeder fünfte) fordert keine Bezahlung, bis die Behandlung erfolgreich ist. Die Form der Entlohnung hat sich im Lauf der Zeit geändert. Heute fordern viele Heiler, besonders in städtischen Gegenden, Bezahlung in Form von Geld, während sie früher Waren dafür erhielten. Die Preise werden vom Heiler individuell festgelegt. Auf dem Land wird er oft von der Gemeinschaft unterhalten und arbeitet gratis. Andererseits gibt es auch betrügerische Angebote, AIDS oder unheilbaren Krebs gegen "kolossale Geldbeträge" zu behandeln. Viele Heiler handeln mit den Pflanzen, die sie der Natur entnommen haben, auf den örtlichen Märkten.

## Bedeutung
Subsahara-Afrika hat ca. 700 Millionen Bewohner, mit einer durchschnittlichen Lebenserwartung von 49 Jahren. Die zehn häufigsten Erkrankungen und auch wichtige Todesursachen sind AIDS, Malaria, Atemwegsinfektionen, übertragbare Kinderkrankheiten, Durchfall, geburtsbezogene Probleme bei Mutter und Kind, neuropsychiatrische Erkrankungen, Unfälle, und Gewalttaten. Die Gesundheitsausgaben pro Kopf und Jahr liegen bei 109 $ (Stand 2002). Die Kosten der TAM machen weniger als 5 % davon aus.
Die TAM-Heiler und ihre Heilmittel, die aus einheimischen Pflanzen hergestellt werden, sind für die Gesundheitsversorgung von elementarer Bedeutung. Die Weltgesundheitsorganisation (WHO) gibt an, dass in manchen afrikanischen und asiatischen Staaten die medizinische Grundversorgung von bis zu 80 % der Bevölkerung von traditioneller Medizin abhängt. Je nach Region sind 25-100fach mehr Heiler tätig als Ärzte. Beispielsweise arbeitet in Eswatini ein Heiler auf 110 Einwohner, jedoch nur ein Arzt pro 10.000 Personen. In Ghana gibt es einen Arzt pro 20.000 und einen traditionellen Heiler pro 200 Einwohner. Der Kontinent hat nur ca. 800.000 wissenschaftlich ausgebildete Mediziner, Apotheker und Hebammen. Nach den Angaben des in Nairobi bei der IDRC arbeitenden Fachmanns für Biodiversität und traditionelle Medizin Francois Gasengayire kommt im südlichen Afrika ein Heiler auf 200 Bewohner.
Die Angaben der folgenden Tabelle geben Werte wieder, die nur noch geschichtliche Bedeutung haben, da sich seither sowohl die Bevölkerungszahlen als auch die Zahl der in Heilberufen Tätigen, sowie die sozialen Strukturen (Landflucht), Kriege, Bürgerkriege, Hungersnöte usw. wesentlich verändert haben.
| Land                      | Ärzte/Patient                                                                        | TMP-Heiler/Patient                                     | Quelle                                                                                        | Bemerkungen aus WHO-Berichten ca. 2010             |
| ------------------------- | ------------------------------------------------------------------------------------ | ------------------------------------------------------ | --------------------------------------------------------------------------------------------- | -------------------------------------------------- |
| Botswana                  | k. A.                                                                                | 2.000, 1990                                            | Moitsidi, 1993                                                                                | 2,031 Mio. Einw., 68 % stadt. Gebiete              |
| Eritrea                   | 120 (geschätzt), 1995                                                                | k. A.                                                  | Regierung Eritrea, 1995                                                                       | 4,401 Mio. Einw., 21 % urb. Gebiete                |
| Äthiopien                 | 1:33.000                                                                             | k. A.                                                  | Weltbank, 1993                                                                                | 77.431 Mio. Einw., 16 % In urbanen Gebieten (2005) |
| Kenia                     | 1:7.142 (insgesamt)                                                                  | 1: 987 (Städtische Regionen Mathare)                   | Weltbank, 1993                                                                                | 34,256 Mio. Einw., 42 % urb. Gebiete               |
|                           | 1:833 (Städt. Regionen-Mathare)                                                      | 1:378 (Ländl. Regionen-Kilungu)                        | Good. 1987                                                                                    | k. A.                                              |
| Lesotho                   | k. A.                                                                                | Lizenzierte (Schätzung) 8.579, 1991                    | Scott u. a. 1996                                                                              | 2.194 Mio. Einw., 28 % in städt. Gebieten          |
| Madagaskar                | 1:8333                                                                               | k. A.                                                  | Weltbank, 1993                                                                                | 18,808 Mio. Einw., 27 % in städt. Gebiete          |
| Malawi                    | 1:50.000                                                                             | 1:138                                                  | Msonthi and Seyani, 1986                                                                      | k. A.                                              |
| Mosambik                  | 1:50.000                                                                             | 1:200                                                  | Green u. a. 1994                                                                              | k. A.                                              |
| Namibia                   | k. A.                                                                                | 1:1.000 (Katutura) 1:500 (Cuvelai) 1:300(Caprivi)      | Lumpkin, 1994                                                                                 |                                                    |
| Sambia                    | 1:11.000                                                                             | k. A.                                                  | Weltbank, 1993                                                                                | k. A.                                              |
| Simbabwe                  | 1:6.250                                                                              | 1:234 (städtische Regionen) 1:956 (ländliche Regionen) | Weltbank, 1993; Gelfand u. a. 1985                                                            | k. A.                                              |
| Somalia                   | 1:14.285 (insgesamt) 1:2.149 (Mogadischu) 1:54.213 (Zentralregion) 1:216.539 (Sanag) | k. A.                                                  | Weltbank, 1993; Elmi u. a. 1983                                                               | 9,331 Mio. Einw., Städt. Regionen 41 %             |
| Südafrika                 | 1:1.639 (insgesamt) 1:17.400 (Stammesgebiete)                                        | 1:700-1.200 (Venda)                                    | Weltbank, 1993 (Venda und Overall), Savage, 1985* Arnold und Gulumian, 1987* (Homeland areas) | k. A.                                              |
| Sudan vor der Aufspaltung | 1:11.000                                                                             | k. A.                                                  | Weltbank, 1993                                                                                | .43,552 Mio. Einw.                                 |
| Eswatini                  | 1:10.000                                                                             | !:100                                                  | Green, 1985; Hoff und Maseko, 1986                                                            | 1,118 Mio. Einw., 21 % in urbanen Gebieten         |
| Tansania                  | 1:33.000                                                                             | 1:350-450 in Daressalem                                | Weltbank, 1993; Swantz, 1984                                                                  | 44,841 Mio. Einw., 27 % in urb. Gebieten           |
| Uganda                    | 1:25.000                                                                             | 1:708                                                  | Weltbank, 1993; Amai, 1997                                                                    | 33,425 Mio. Einw., 33 % in urbanen Gebieten        |

Medikamente und Behandlungen mit medizinischen Geräten sind für die meisten Afrikaner viel zu teuer und auch nicht erreichbar. Viele afrikanische Gemeinschaften können die hohen Kosten der Pharmazeutika nicht aufbringen und selbst wenn sie erschwinglich wären, nicht schnell genug erhalten. Daher sind TAM-Heiler ihre einzige medizinische Hilfe selbst bei schweren Krankheiten wie AIDS. Sekagya Yahaya Hills, der als Zahnarzt und TMA-Heiler in Uganda arbeitet, fasste die Rolle des Heilers so zusammen: "As traditional healers, we are the most trusted and accessible health care providers in our communities. We have varied and valuable experience in treating AIDS-related illness and accept the great responsibility of continuing to do so". („Als traditionelle Heiler sind wir in unseren Gemeinschaften die am besten zugänglichen und die das meiste Vertrauen geniessenden Träger der Gesundheitspflege. Wir haben vielartige und wertvolle Erfahrungen mit der Behandlung mit AIDS-bezogenen Erkrankungen und wir nehmen die große Verantwortung an, dies auch weiterhin zu tun“.)
Zudem entfernt die 'westliche' Medizin die Afrikaner von ihrer Kultur und Tradition und zwingt sie in ein Schema, mit dem sie nicht vertraut sind. Familie und Traditionen sind für die Afrikaner jedoch von überragender Bedeutung. Sie erhalten nicht die von ihrer Kultur und ihrem überlieferten Weltbild geforderte spirituelle Heilung. Die Afrikanische Union hat die Jahre 2001–2010 zur Dekade der Traditionellen Afrikanischen Medizin erklärt, mit dem Ziel, "safe, efficacious, quality, and affordable traditional medicines available to the vast majority of the people" (sichere, wirksame, erschwingliche und qualitätshaltige traditionelle Formen der Medizin für die große Mehrheit der Bevölkerung) verfügbar zu machen.
21 der afrikanischen Staaten (d. h. ca. jeder zweite) regulieren die TAM und weitere komplentäre Medizinrichtungen gesetzlich: Äquatorialguinea, Äthiopien, Burundi, Elfenbeinküste, Gambia, Ghana, Guinea, DR Kongo, Lesotho, Liberia, Madagaskar, Malawi, Mali, Mauritius, Namibia, Nigeria, Senegal, Sierra Leone, Simbabwe, Eswatini, und Togo. Dazu gehören etwa staatliche Kontrollgremien, Expertenkommissionen und landesweite Berufsorganisationen für die Heiler. Allerdings gehören TAM-Leistungen praktisch nirgendwo zur kostenfreien Gesundheitsvorsorge; die Staatsausgaben in diesem Sektor sind minimal. Weitere Staaten haben Regelungen zu einzelnen Therapierichtungen.
In jüngerer Zeit erhalten die Heilpflanzen Afrikas mehr Aufmerksamkeit. Die pharmazeutische Industrie untersucht ihre Wirkstoffe, um diese Wirkstoffe bei der Herstellung medizinischer Präparate zu nutzen.

## Gefahren und Chancen
Die gesamtheitliche Sicht des Menschen, die der TAM zu Grunde liegt, bietet erweiterte Ansätze zur Heilung. Dieser Ansatz findet sich auch in der ganzheitlichen Medizin wieder.